# Armand Beauvais

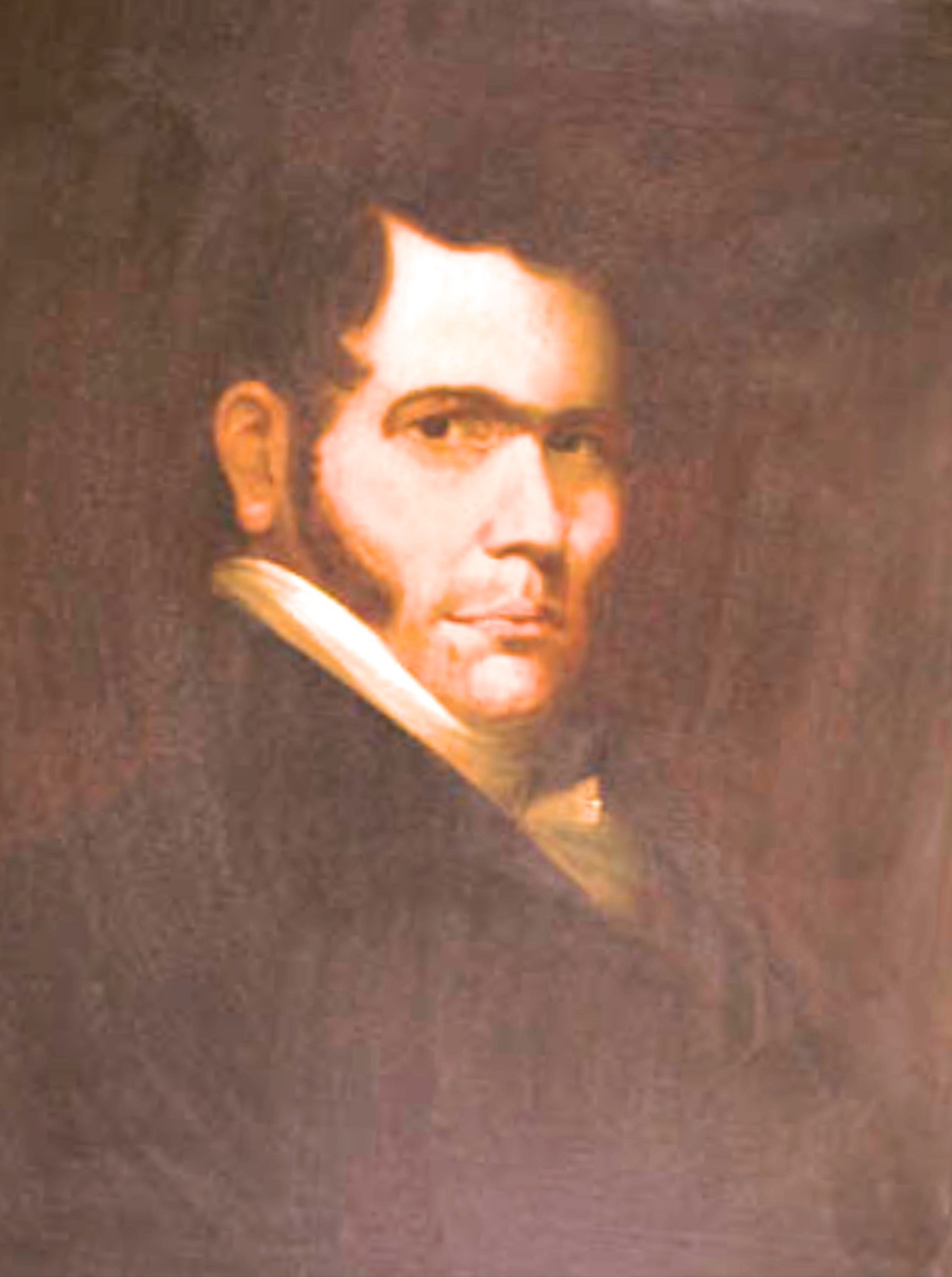
Armand Beauvais

Armand Julie Beauvais (* 6. September 1783 im Pointe Coupee Parish, heutiges Louisiana, damals spanische Kolonie; † 18. November 1843 in New Orleans, Louisiana) war ein US-amerikanischer Politiker (Whig Party) und von 1829 bis 1830 Gouverneur des Bundesstaates Louisiana.

## Frühe Jahre und politischer Aufstieg
Armand Beauvais war das jüngste von acht Kindern und erhielt nur eine begrenzte private Ausbildung. Im Jahr 1806 erwarb er von seiner Mutter eine Plantage. Im Jahr 1810 wurde er Friedensrichter im Pointe Coupee Parish. Zwischen 1814 und 1816 sowie nochmals von 1818 bis 1822 war er Abgeordneter im Repräsentantenhaus von Louisiana. Dort war er während der letzten beiden Jahre Präsident (Speaker) des Hauses.

## Gouverneur von Louisiana und weiterer Lebenslauf
Zwischen 1822 und 1830 war Beauvais Mitglied des Senats von Louisiana. Ab 1827 war er dessen Vorsitzender. In dieser Eigenschaft fiel ihm entsprechend der Staatsverfassung am 6. Oktober 1829 nach dem Tod von Gouverneur Pierre Derbigny das Amt des Gouverneurs zu. Dieses Amt konnte er aber nur für wenige Wochen bis zum 14. Januar 1830 ausüben. Nachdem er nicht als Senatspräsident bestätigt worden war, verlor er auch das Amt des amtierenden Gouverneurs. Im weiteren Verlauf des Jahres 1830 kandidierte er erfolglos bei den Gouverneurswahlen. Zwischen 1833 und 1834 war er nochmals Mitglied des Staatssenats. Ab 1837 litt auch Beauvais unter der damals ausgebrochenen Wirtschaftskrise. Das führte im Jahr 1839 zum Verlust seines Besitzes durch eine Zwangsversteigerung. Im Jahr 1840 zog er dann nach New Orleans, wo er 1843 verstarb. Armand Beauvais war mit Louise Delphine Labatut verheiratet.